# Гланшалаих
Гланшалаих (англ. Glunshallaich; VII век) — ирландский святой. День памяти — 3 июня.

## Биография
Святой Гланшалаих обратился ко Господу во время проповеди св. Евангелия св. Кевином. Он посвятил покаянию остаток своей жизни и был похоронен в Глендалохе (англ. Glendalough) в той же могиле, что и его учитель.